# Herinneringsmedaille aan de Veldtocht van 1866 (Oldenburg)
De Herinneringsmedaille aan de Veldtocht van 1866  werd door de Oldenburgse Groothertog Peter II van Oldenburg ingesteld om de veteranen van de zogenaamde "Brüderkrieg", het gevecht om de hegemonie in de Duitse Bond tussen Pruisen en Oostenrijk te belonen. De medaille is van brons. Uit de veilingprijs van 70 Euro kan worden opgemaakt dat de medaille niet zeldzaam is.
Tijdens het conflict binnen de Duitse Bond met het keizerrijk Oostenrijk vocht Oldenburg, als steeds, aan Pruisische zijde. het naburige Koninkrijk Hannover had de zijde van Oostenrijk gekozen. Het Oldenburgse regiment was deel van het leger van de Duitse Bond en bestond sinds 1830 uit twee regimenten van ieder 10 compagnieën. In 1848 werden de Oldenburgse en Hanseatische regimenten (van de hanzesteden Bremen, Hamburg en Lübeck, samengevoegd tot een brigade onder Oldenburgs commando. De Oldenburgse troepen en de Hanseaten werden ingedeeld bij de 13e Divisie van het Mainleger en zij vochten tegen Beierse en Badense troepen in Midden-Duitsland.